# Leucodon flagelliformis
Leucodon flagelliformis är en bladmossart som beskrevs av C. Müller 1896. Leucodon flagelliformis ingår i släktet Leucodon och familjen Leucodontaceae. Inga underarter finns listade i Catalogue of Life.